# Sevtelecom
«Севтелеком» (АО "СЕВТЕЛЕКОМ", бывш. ГУП С "СЕВТЕЛЕКОМ") — российская телекоммуникационная компания, фактический монополист фиксированной связи в городе Федерального значения Севастополь. Предоставляет услуги местной телефонной связи и доступа в Интернет. Является зоновым оператором связи Севастополя.
Целью деятельности предприятия является обеспечение населения города, организаций и органов власти всех уровней телекоммуникационными услугами.
Одной из задач ГУП С «СЕВТЕЛЕКОМ» является информирование граждан в рамках мероприятий по гражданской обороне и в случае чрезвычайной ситуации. Особой задачей для предприятия является обеспечение специальной связью в городе органов власти Российской Федерации и города Федерального значения Севастополь.
С 2018 года акционерное общество.